# Jeruzalem
Jerúzalem (hebrejsko יְרוּשָׁלַיִם, latinizirano: Jerušálajim; svetopisemsko in tradicionalno sefardsko hebrejsko יְרוּשָׁלַםִ; arabsko القدس, latinizirano: al-Quds) je starodavno bližnjevzhodno mesto s ključnim pomenom v judovstvu, krščanstvu in islamu. Poznano je tudi pod imenoma Davidovo mesto in Sion. Stoji v današnjem Izraelu na vzhodnih pobočjih Judejskega višavja, med Sredozemljem in Mrtvim morjem.
Je zelo raznovrstno mesto, saj v njem bivajo mnogotere raznolike narodne, verske in socialnoekononomske skupine. Predel mesta, imenovan Staro mesto, je obkrožen z zidovi in ima štiri četrti: judovsko, krščansko, armensko in muslimansko. Je eden od osrednjih predmetov spora v izraelsko-palestinskem konfliktu.

## Status
Mesto leži na politično spornih tleh. Čezenj poteka razmejitvena črta med Izraelom in Zahodnim bregom, znana kot Zelena črta, določena leta 1949. Po zmagi Izraela v šestdnevni vojni leta 1967 ta država nadzoruje celotno mesto in ga zahteva v svojo posest. Po izraelskem zakonu je Jeruzalem glavno mesto Izraela in središče Jeruzalemskega okrožja. V njem je sedež vlade, ima pa tudi druge funkcije glavnega mesta. Številne države izraelskih zahtev po vsem ali po delu mesta ne priznavajo, kar kažejo tako, da imajo svoja veleposlaništva drugje, denimo v Tel Avivu. Palestinci ravno tako zahtevajo, naj bo Jeruzalem prestolnica njihove bodoče države.
Tudi Organizacija združenih narodov obravnava pripojitev vzhodnega Jeruzalema kot neskladno z mednarodnim pravom; po merilih Generalne skupščine in Varnostnega sveta ZN ima ta del status okupiranega palestinskega ozemlja.

## Geografija
Jeruzalem stoji na južnih obronkih planote v Judejskem hribovju, na približno 760 m nadmorske višine. Obkrožajo ga suhe rečne doline (vadiji). 60 km proti zahodu stoji Tel Aviv na obali Sredozemsko morje, 35 km proti vzhodu pa je Mrtvo morje, obale katerega so v najnižje ležeče kopno na Zemlji. Druga bližnja naselja so Betlehem in Beit Jala na jugu, Abu Dis in Ma'ale Adumim na vzhodu, Mevaseret Zion na zahodu in Ramala ter Giv'at Ze'ev na severu.

### Podnebje
Območje ima poleti vroče sredozemsko podnebje (Köppen: Csa) z vročimi, suhimi poletji in blagimi, vlažnimi zimami. Dvakrat do trikrat na zimo rahlo sneži, močnejše sneženje je redkejši pojav (enkrat na tri do štiri leta), pa še takrat se sneg obdrži le krajši čas.
| Podnebni podatki za Jeruzalem       | Podnebni podatki za Jeruzalem | Podnebni podatki za Jeruzalem | Podnebni podatki za Jeruzalem | Podnebni podatki za Jeruzalem | Podnebni podatki za Jeruzalem | Podnebni podatki za Jeruzalem | Podnebni podatki za Jeruzalem | Podnebni podatki za Jeruzalem | Podnebni podatki za Jeruzalem | Podnebni podatki za Jeruzalem | Podnebni podatki za Jeruzalem | Podnebni podatki za Jeruzalem | Podnebni podatki za Jeruzalem |
| Mesec                               | Jan                           | Feb                           | Mar                           | Apr                           | Maj                           | Jun                           | Jul                           | Avg                           | Sep                           | Okt                           | Nov                           | Dec                           | Letno                         |
| ----------------------------------- | ----------------------------- | ----------------------------- | ----------------------------- | ----------------------------- | ----------------------------- | ----------------------------- | ----------------------------- | ----------------------------- | ----------------------------- | ----------------------------- | ----------------------------- | ----------------------------- | ----------------------------- |
| Rekordno visoka temperatura °C      | 23.4                          | 25.3                          | 27.6                          | 35.3                          | 37.2                          | 36.8                          | 40.6                          | 38.6                          | 37.8                          | 33.8                          | 29.4                          | 26.0                          | 40.6                          |
| Povprečna visoka temperatura °C     | 11.8                          | 12.6                          | 15.4                          | 21.5                          | 25.3                          | 27.6                          | 29.0                          | 29.4                          | 28.2                          | 24.7                          | 18.8                          | 14.0                          | 21.5                          |
| Povprečna dnevna temperatura °C     | 9.8                           | 10.5                          | 13.1                          | 16.8                          | 21.0                          | 23.3                          | 25.1                          | 25.0                          | 23.6                          | 21.1                          | 16.3                          | 12.1                          | 18.1                          |
| Povprečna nizka temperatura °C      | 6.4                           | 6.4                           | 8.4                           | 12.6                          | 15.7                          | 17.8                          | 19.4                          | 19.5                          | 18.6                          | 16.6                          | 12.3                          | 8.4                           | 13.5                          |
| Rekordno nizka temperatura °C       | −3.4                          | −2.4                          | −0.3                          | 0.8                           | 7.6                           | 11.0                          | 14.6                          | 15.5                          | 13.2                          | 9.8                           | 1.8                           | 0.2                           | −3.4                          |
| Povprečna količina dežja mm         | 133.2                         | 118.3                         | 92.7                          | 24.5                          | 3.2                           | 0.0                           | 0.0                           | 0.0                           | 0.3                           | 15.4                          | 60.8                          | 105.7                         | 554.1                         |
| Povp. št. deževnih dni              | 12.9                          | 11.7                          | 9.6                           | 4.4                           | 1.3                           | 0.0                           | 0.0                           | 0.0                           | 0.3                           | 3.6                           | 7.3                           | 10.9                          | 62                            |
| Povprečna relativna vlažnost (%)    | 61                            | 59                            | 52                            | 39                            | 35                            | 37                            | 40                            | 40                            | 40                            | 42                            | 48                            | 56                            | 46                            |
| Povp. št. sončnih ur                | 192.9                         | 243.6                         | 226.3                         | 266.6                         | 331.7                         | 381.0                         | 384.4                         | 365.8                         | 309.0                         | 275.9                         | 228.0                         | 192.2                         | 3.397,4                       |
| Vir 1: Izraelski meteorološki zavod |                               |                               |                               |                               |                               |                               |                               |                               |                               |                               |                               |                               |                               |
| Vir 2: NOAA (osončenost, 1961–1990) |                               |                               |                               |                               |                               |                               |                               |                               |                               |                               |                               |                               |                               |

## Pomembnejši spomeniki
Mesto ima pomembne spomenike za pripadnike vseh naštetih verstev.
- Zid objokovanja
- grič Sion
- Cerkev božjega groba
- Oljska gora
- Herzlova gora
- grič Golgota
- mošeja Kupola na skali
- mošeja al-Aksa

## Mednarodne povezave
Jeruzalem ima uradne povezave (pobratena/sestrska mesta oz. mesta-dvojčki) z naslednjimi kraji po svetu:
- Ajabe, Japonska[8]
- New York, Združene države Amerike (od 1993)[9][10]
- Praga, Češka[11]